# Kościół św. Ludwika w Bliżynie
Kościół świętego Ludwika w Bliżynie – rzymskokatolicki kościół parafialny należący do dekanatu skarżyskiego diecezji radomskiej.

## Historia
Obecna świątynia została wzniesiona w latach 1896–1900 według projektu architekta Antoniego Hutten-Czapskiego i Aleksandra Knabe. Kościół został wybudowany dzięki staraniom księdza Juliana Piątka, dzięki wsparciu hrabiego Ludwika Broel-Platera i ofiarom mieszkańców Bliżyna. Budowla została konsekrowana w dniach 7–8 lipca 1900 roku przez biskupa sandomierskiego Antoniego Ksawerego Sotkiewicza. Świątynia jest orientowana, murowana i stylem nawiązuje do gotyku. Posiada trzy nawy. Została wybudowana z kamiennych ciosów.

## Galeria

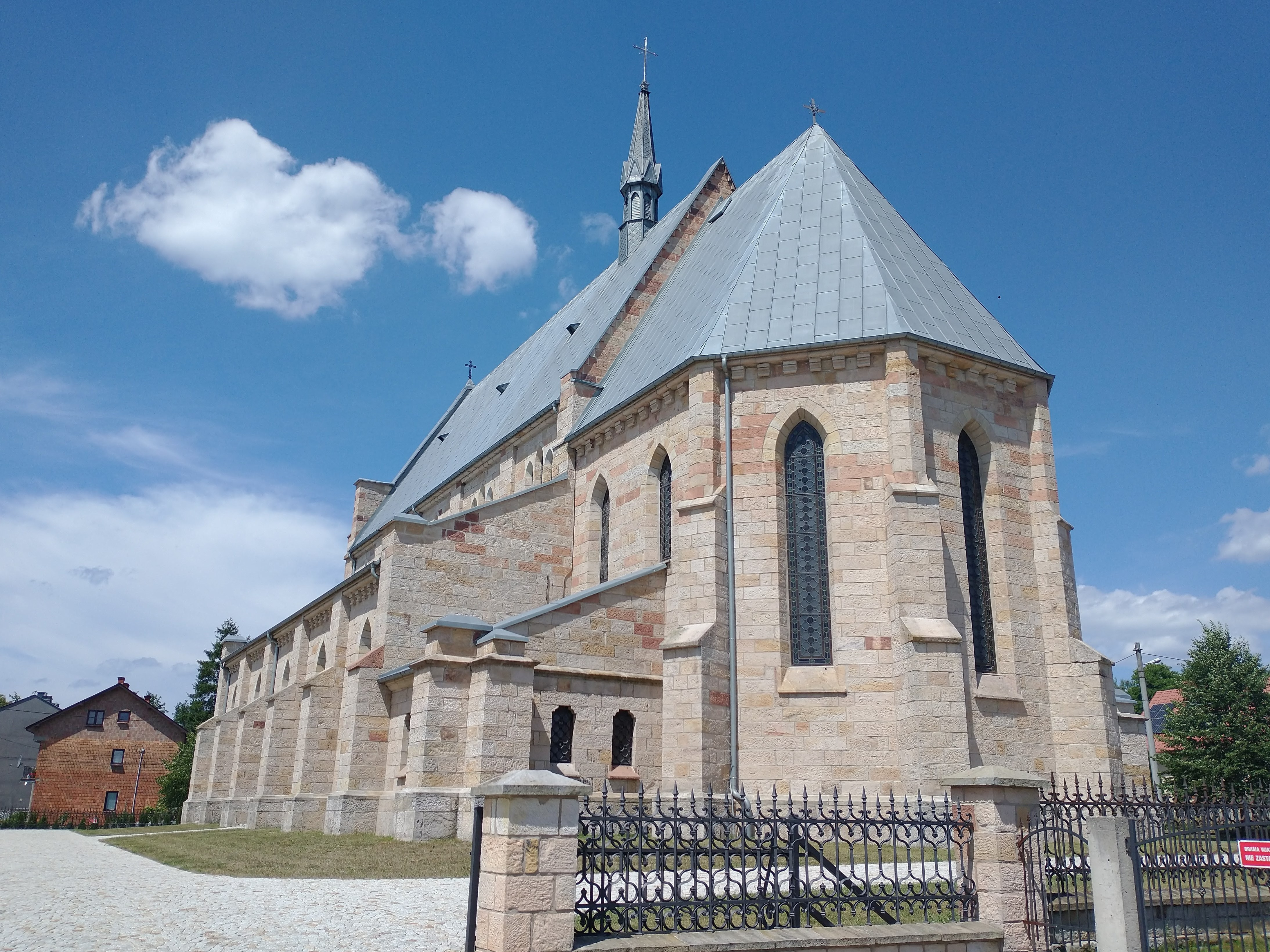
Widok od prezbiterium
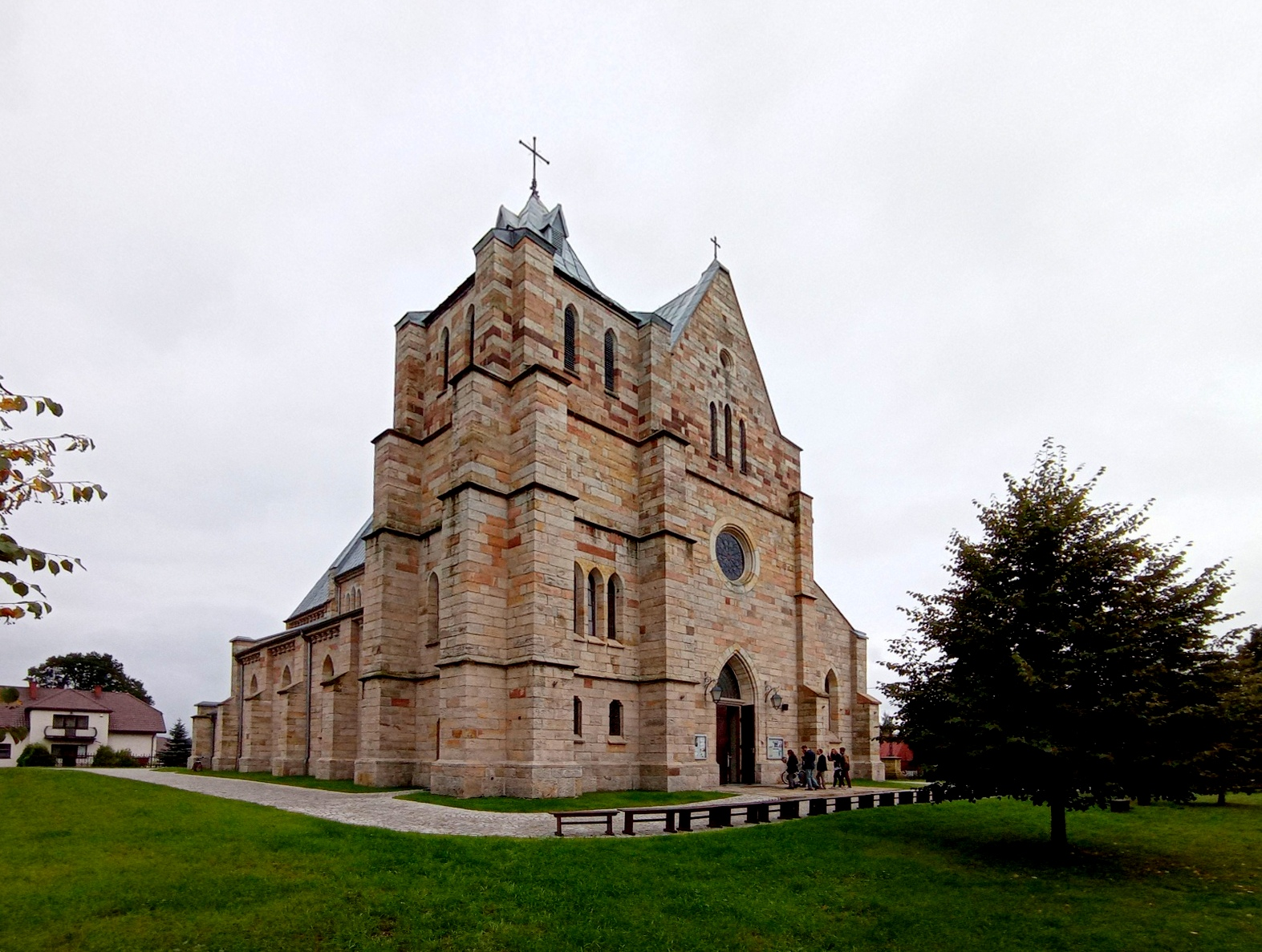
Elewacja z dzwonnicą